# Digenethle chaminadei
Digenethle chaminadei är en skalbaggsart som beskrevs av Franz Antoine 2004. Digenethle chaminadei ingår i släktet Digenethle och familjen Cetoniidae. Inga underarter finns listade i Catalogue of Life.